# Landingsbaan voor Buitenaardse Culturen

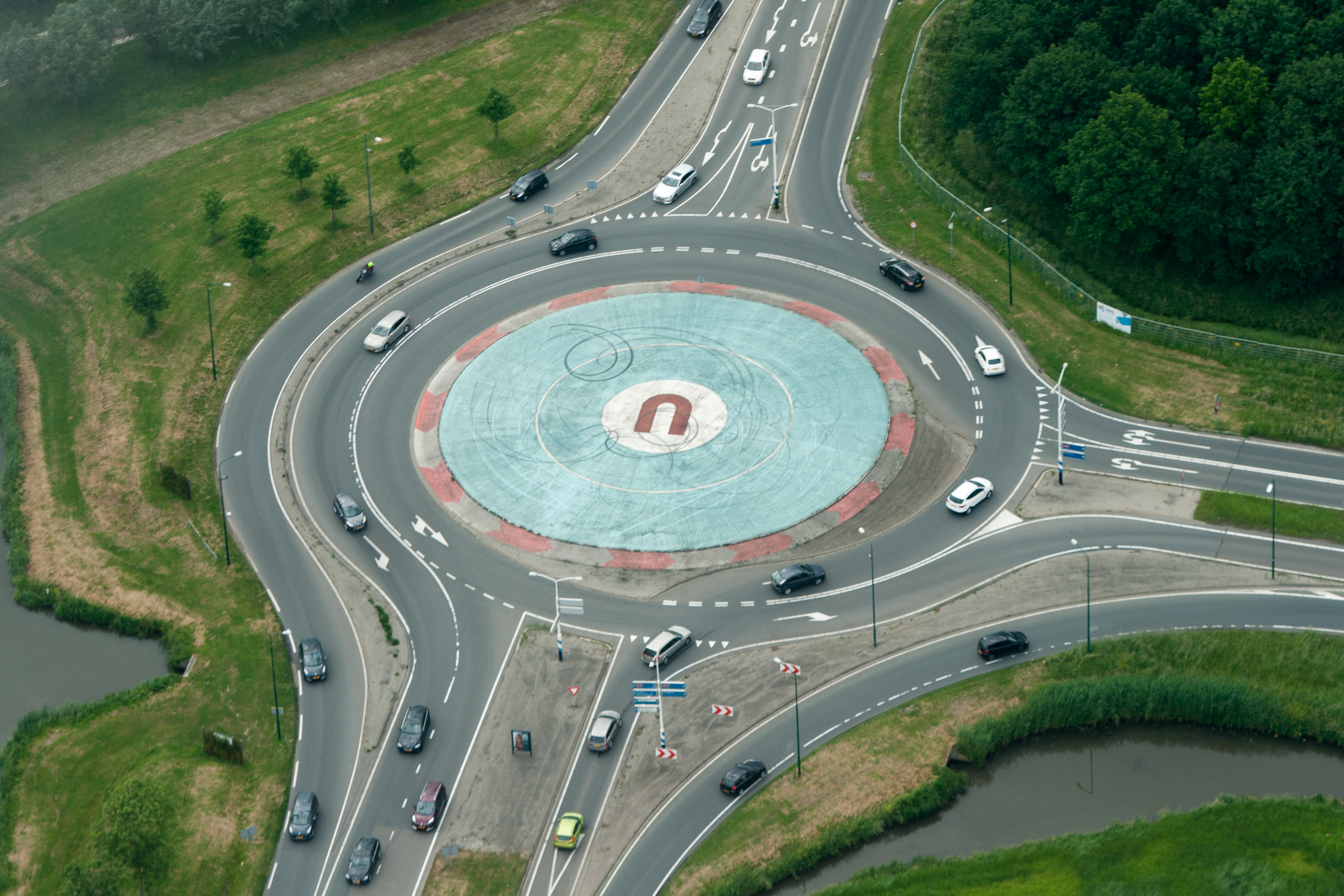
Landingsbaan voor Buitenaardse Culturen

De Landingsbaan voor Buitenaardse Culturen is een toegepast kunstwerk in de plaats Houten. Het bestaat uit twee rotondes, aan weerszijden van de Nederlandse A27, en de verbindingsweg ertussen. Het geheel moet een landingsplaats voor buitenaards leven voorstellen. Het kunstwerk is ontworpen door Martin Riebeek en komt 's avonds pas echt tot z'n recht.
Op de westelijke rotonde is een verkeerstoren geplaatst. Op de oostelijke rotonde is een parkeerplatform met daarop een hoofdletter U geschilderd. De twee rotondes worden verbonden door een weg die aan de zijkanten gemarkeerd is met violetkleurige lichten in de berm. Deze weg loopt onder de A27 door (wat een landing lastig kan maken).
De hoofdletter U slaat niet alleen op de term UFO maar heeft volgens de kunstenaar ook te maken met beleefdheid. De verkeerstoren seinde oorspronkelijk in twee kleuren. blauw betekende dat een inkomende UFO even moet wachten en wit betekende dat er geland kon worden. Dit was afhankelijk van de hoeveelheid verkeer op de A27. Rijkswaterstaat gaf later aan dat het blauwe licht voor een zwaailicht aangezien kon worden en daarom wordt er nu alleen nog wit licht gebruikt. Bij de rotonde staat een speciaal verkeersbord dat automobilisten waarschuwt.